# Alaró
Alaró là một đô thị nhỏ trong quận Raiguer tại Mallorca, một trong những đảo thuộc Quần đảo Baleares, Tây Ban Nha.